# Gálos Rezső
Gálos Rezső, születési nevén Goldschmidt Rezső (Budapest, 1885. december 17. – Budapest, 1954. augusztus 23.) irodalomtörténész, 1952-től az irodalomtudományok kandidátusa, Konrádyné Gálos Magda (1911–1990) irodalomtörténész, író apja.

## Életrajza
Budapesten született Gálos (Goldschmidt) Jakab vasúti mérnök és Márkus Berta fiaként. Egyetemi tanulmányait Budapesten, Kolozsváron, Berlinben és Lipcsében végezte. 1908 és 1918 között a temesvári kereskedelmi iskola tanára, majd 1918–1939 között a győri felső kereskedelmi iskola igazgatója volt, és emellett 1928-tól a pécsi Erzsébet Tudományegyetem magántanára, 1933-tól címzetes rendkívüli tanára. 1939-ben a zsidótörvények miatt nyugdíjazták és Budapestre költözött. A német megszállás (1944. március 19.) után munkaszolgálatos volt. 1945 tavaszán tért vissza Budapestre.
A második világháború után, 1945–1952 között a budapesti Pázmány Péter Tudományegyetemen, illetve az ELTE-n a magyar irodalom története 1700–1830 között tárgykör címzetes nyugalmazott rendkívüli tanára.
1954. augusztus 23-án 69 évesen Budapesten érte a halál.

## Munkássága
Szakfolyóiratokban, valamint önállóan jelentek meg irodalomtörténeti tanulmányai. Több 18–19. századi magyar író művének kritikai kiadását rendezte sajtó alá.

## Művei
- Csokonai (Budapest, 1909)
- Szentjóbi Szabó László költeményei. Kritikai kiadás életrajzzal (Budapest, 1911)
- A magyar irodalom története. Felső kereskedelmi iskolák számára (Budapest, 1922, Császár Elemér közreműködésével.)
- Legrégibb bibliafordításunk (Budapest, 1926)
- A Dunántúl a két Kisfaludy költészetében (Budapest, 1927)
- Kisfaludy Sándor hátrahagyott munkái (Győr, 1931)
- Báró Amade László (Pécs, 1937)
- Bessenyei György életrajza (Budapest, 1951)
- Mikes Kelemen (Budapest, 1954)
- Kármán József (Budapest, 1954)
- Szentjóbi Szabó László (Budapest, 1955)